# ノドジロシギダチョウ
ノドジロシギダチョウ（喉白鷸駝鳥、学名：Tinamus guttatus）は、シギダチョウ目シギダチョウ科に分類される鳥類の一種。

## 分布
ブラジルのアマゾン川熱帯雨林地域